# Fritz Redlich (Wirtschaftshistoriker)
Fritz Leonhard Redlich (geboren 7. April 1892 in Berlin; gestorben 21. Oktober 1979 in Newton (Massachusetts)) war ein deutsch-US-amerikanischer Wirtschafts- und Unternehmenshistoriker. Er gilt als Vertreter der jüngsten Historischen Schule der Nationalökonomie.

## Leben
Redlich wurde als Sohn einer wohlhabenden großbürgerlichen Berliner Textilkaufmannsfamilie geboren. Sein Vater war Moritz Silvius Redlich und seine Mutter Emma Redlich, geb. Mühsam. Er nahm zunächst nach dem Abitur 1910 ein Chemiestudium in Berlin und München auf und absolvierte 1912 das chemische Verbandsexamen an der TH Charlottenburg. Redlich wechselte daraufhin die Studienrichtung und studierte in Berlin Nationalökonomie u. a. bei Ignaz Jastrow und Gustav Schmoller und schloss dieses Studium 1914 mit dem Examen ab. Durch seine akademische Lehrer wurde sein Denken stark von Max Weber, Walter Troeltsch, Werner Sombart und Wilhelm Dilthey beeinflusst. Parallel studierte er Geschichte und Staatswissenschaften u. a. bei Otto Hintze und Gerhard Anschütz. 1914 promovierte er bei Heinrich Herkner mit einer Arbeit über Die volkswirtschaftliche Bedeutung der deutschen Teerfarbenindustrie. Am Ersten Weltkrieg nahm er als Freiwilliger teil und beteiligte sich 1919 bei der Niederschlagung revolutionärer Aufstände in Berlin. Er gehörte seit 1919 der Deutschen Volkspartei an, verachtete jedoch später deren Annäherungen an die Nationalsozialisten.
Redlich trat nach den Revolutionswirren entgegen seinen Neigungen in die Leitung des elterlichen Betriebes ein, den er 1927 wieder verließ und der in der Folge die Weltwirtschaftskrise nicht überstand. Ab 1931 war er Leiter der „Fellverwertungsgenossenschaft Deutscher Pelztierzüchter“. Nachdem seine Habilitation mit einem handelsgeschichtlichen Thema 1930 am Widerstand der Fakultät gescheitert war, arbeitete er einer Studie über Reklame als geschichtliches und ökonomisches Phänomen, das er 1933 fertigstellte. Den Antrag auf Habilitation, den er mit dieser Untersuchung an der Berliner Universität gestellt hatte, zog er jedoch nach der Machtübernahme der Nationalsozialisten zurück; das Buch erschien 1935.
Im März 1936 verließ der beruflich wie politisch isolierte Redlich Deutschland und emigrierte in die Vereinigten Staaten. Es folgten sechs schwierige Jahre voller Entbehrungen, Eingewöhnungsschwierigkeiten, beruflichen Enttäuschungen und Isolation. Nach kurzen Zwischenstationen als Lehrer in Pennsylvania und Michigan war er von 1937 bis 1942 Dozent an der Mercer University in Georgia, einem mittelmäßigen, abgeschiedenen Baptisten-College im tiefen Süden der USA. Mit dem Kriegseintritt der USA 1942 stieg die Nachfrage nach Regierungsangestellten. Redlich ergriff die Chance, erwarb die US-Staatsbürgerschaft und fand eine Anstellung bei der „Federal Public Housing Authority“ in Boston. Er befasst sich dort als „Economic Analyst“ mit Problemen der Wohnbewirtschaftung. Die folgenden Jahre waren durch wechselnde Anstellungen ohne Sicherheit und Perspektive gekennzeichnet (im akademischen Jahr 1947/48 war er außerordentlicher Professor am renommierten Massachusetts State College und von 1948 bis 1950 Direktor in der Wohnungsbehörde des Staates Massachusetts). Trotzdem erforschte er neben seiner beruflichen Tätigkeit das persönliche Element der wirtschaftlichen Entwicklung und untersuchte die Rolle des Unternehmens in der Wirtschaftsgeschichte. 1940 erschien seine Geschichte amerikanischer Eisen- und Stahlindustrie, 1947 und 1951 sein zweibändiges Werk The Molding of American Banking. Er verfasste die Werke als krasser wissenschaftlicher Außenseiter ohne finanzielle Absicherung und Unterstützung einer wissenschaftlichen Institution. Auch war seine Art historischer Wirtschaftsgeschichte, die das Handeln des Individuums in den Mittelpunkt der Überlegungen stellte, zu dieser Zeit nicht populär.
1952 holte ihn der Wirtschaftshistoriker Arthur H. Cole als Senior Associate an das „Research Center in Entrepreneurial History“ der Harvard-Universität, dem er bis zu seiner Schließung im Jahr 1958 angehörte. Schlagartig veränderten sich die Rahmenbedingungen und er entwickelte eine enorme wissenschaftliche Produktivität. In dieser Zeit entstand sein Hauptwerk The German Military Enterpriser und his Workforce (1964/65). Er beeinflusste bis 1958 stark die Arbeit des Centers und mischte sich in die methodologische Debatte der 1960er Jahre über die New Economic History mit vielbeachteten Beiträgen ein. Damit ging auch ein steigendes Interesse an Redlich in Deutschland einher; jedoch lehnte er eine Rückkehr nach Deutschland ab. Nach seiner Emeritierung lebte und forschte er in den örtlichen Bibliotheken weiter, vor allem in der Kress Library, der er sehr verbunden war. Redlich starb in einem Bostoner Pflegeheim.

## Werke
- Die volkswirtschaftliche Bedeutung der deutschen Teerfarbenindustrie. Duncker & Humblot, München/Leipzig 1914.
- Rauschgifte und Suchten – Weltwirtschaftliche und soziologische Betrachtungen zu einem medizinischen Thema, Kurt Schroeder Verlag, Bonn 1929.
- Reklame. Begriff, Geschichte, Theorie. Enke, Stuttgart 1935.
- The Molding of American Banking. Men and Ideas. 2 Bände, New York 1947–1951.
- De praeda militari. Looting and booty 1500–1815. Steiner, Wiesbaden 1956.
- The German Military Enterpriser and his work force. A study in European economic and social history. 2 Bände. Steiner, Wiesbaden 1964/1965.
- Steeped in Two Cultures. A Selection of Essays, New York: Harper & Row, 1971.